# Obdobje Heian
Obdobje Heian (平安時代 Heian džidaj) je zadnji del klasičnega obdobja japonske zgodovine med letoma 794 in 1185. Obdobje se imenuje po prestolnici Heian-kjo v sodobnem Kjotu. Čas zaznamujejo močni vplivi s Kitajske, širitev taoizma in budizma. Znan je tudi po bohotnem dvornem življenju, poetičnem in literarnem ustvarjanju in umetnosti. Cesarska hiša je imela moč samo na površju, saj je dejanske odločitve sprejemal klan Fudživara, ki se je poročal v cesarsko družino. Veliko cesarjev je imelo matere iz družine Fudživara. V japonščini Heian (平安) pomeni »mir«.

## Zgodovina
Leta 794 cesar Kanmu prestavi prestolnico v Heian-kjo (današnji Kjoto), s čimer se zaključi obdobje Nara. Najprej jo je želel vzpostaviti v mestu Nagaoka-kjo, a je mesto prizadela serija nesreč, zato se je na koncu prestavila v Kjoto. Na koncu 9. stoletja se je na Kitajskem zgodil upor, zato so se japonske misije na Kitajsko dinastije Tang končale, s tem pa tudi uvoz kitajskih izdelkov. Razvijati se je začela neodvisna japonska kultura kokufu bunka. Kulturo obdobja Heian so občudovale mnoge poznejše generacije. V istem času se pojavi tudi samurajski razred, ki kasneje prevzame vodenje države in vzpostavi fevdalni sistem.
Vladarstvo je ležalo v cesarski družini, a je dejansko moč vihtel klan Fudživara. Oni in druge plemenite družine pa so za varovanje svojih interesov potrebovali policijo, stražo in vojsko. Bojevniški razred je zato vseskozi pridobival na vplivu. Že okoli leta 939 je Tajra no Masakado ogrožal avtoriteto centralne vlade. Zanetil je vstajo v vzhodni provinci Hitači, skoraj istočasno pa se je na zahodu puntal še Fudživara no Sumitomo. Pravi vojaški prevzem pa je bil še stoletja stran, saj se je večina moči vlade ohranjala v zasebnih vojskah šogunata.
Vstop bojevniškega razreda na dvorni parket se je zgodil kot posledica upora Hogen. V tem času je Tajra no Kijomori oživel prakso klana Fudživara, saj je lastnega vnuka posadil na prestol, s tem pa je lahko sam vladal kot regent. Klan Tajra je bil poražen šele v genpejski vojni, s katero se začne obdobje Kamakura. Leta 1185 odvzame Minamoto no Joritomo moč cesarjem in ustanovi šogunat v Kamakuri.

### Regenti Fudživara
Ko je cesar Kanmu prestavil prestolnico v Kjoto, kjer je ostala naslednjih 1000 let, je to storil za utrditev geopolitične moči svoje vlade in utrditev cesarske avtoritete. Življenje na dvoru v Nari je postajalo dušeče zaradi velikega vpliva svečenika Dokja in naraščajoče sekularne moči budističnih inštitucij v mestu. Kjoto je bil dobro rečno povezan z morjem, po kopnem pa je bil dober tudi dostop do vzhodnih provinc. Zgodnje obdobje Heian (784-967) je bilo nadaljevanje kulture Nara; kot Nara je bil tudi Heian-kjo zgrajen po vzoru prestolnice kitajske dinastije Tang v Čanganu, a veliko večji od Nare. Cesar Kanmu je želel izboljšati uradniški sistem po vzoru dinastije Tang. Novi sistem ricurjo je želel poustvariti kitajsko cesarstvo Tang na Japonskem, čeprav sta bili državi »na povsem drugih stopnjah razvitosti«. Reforme Taika in kodeks Tajho so počasi izgubljali na pomenu, a je bila cesarska vlada živahna. Z izogibanjem sprejetju drastičnih novih reform je uspelo Kanmuju zmanjšati napetost in boje med politiki, s čimer je postal eden močnejših cesarjev.
Čeprav je leta 792 opustil vojaško obveznost, se je cesar Kanmu vseeno podajal na vojaške ofenzive, da bi podjarmil ljudstvo Emiši, verjetne potomce izpodrinjenega ljudstva Džomon, ki so zdaj živeli na severu in vzhodu Japonske. Po zmagah v letu 794 je leta 797 imenoval novega poveljnika Sakanoue no Tamuramarota in mu dal naziv Sej-i Tajšogun (»general, ki podjarmi barbare«). Do leta 801 je šogun podjarmil ljudstvo Emiši in razširil cesarstvo do vzhoda Honšuja, a je bil nadzor nad temi provincami ohlapen. V 9. in 10. stoletju so velike družine nehale upoštevati kitajski način obdavčenja in upravljanja zemlje. Japonska se je stabilizirala in cesarska družina si je zagotovila dedno nasledstvo, a se je moč koncentrirala v družini Fudživara, ki je delovala v smeri razvoja države.
Po smrti cesarja Kanmuja leta 806 so ustanovili dva urada za prilagoditev uradniške strukture, kot se je ohranila po reformah Taika in kodeksu Tajho. Preko novega zasebnega urada je lahko cesar bolj samozavestno in direktno izdajal edikte. Novi urad metropolitanske policije je po večini zamenjal enote ceremonialne cesarske straže. Čeprav sta urada povrnila nekaj avtoritete cesarju, sta skupaj z drugimi kitajskimi strukturami počasi bledela v razvijajoči se državi. Leta 838 so prekinili pošiljanje misij na Kitajsko, ki so se začele leta 630, s čimer so se končali kitajski vplivi. Država dinastije Tang je bila v propadu, preganjali so budistične svečenike, zato so Japonci izgubljali spoštovanje do kitajskih inštitucij. Država se je začela obračati navznoter.
Klan Soga je v 6. stoletju prevzel nadzor nad prestolom, v 9. stoletju je s porokami v cesarsko družino isto uspelo tudi klanu Fudživara. Član družine je postal prvi vodja novoustanovljene cesarjeve zasebne pisarne, pa tudi regent (seššo) cesarjevemu vnuku in kanpaku. Na koncu 9. stoletja so mnogi cesarji neuspešno poskušali omejiti Fudživare. Kratko obdobje v časi vladavine cesarja Dajga (897–930) je bil sistem regentov Fudživara suspendiran in cesar je vladal direktno.
Fudživare pa so med njegovim vladanjem vseeno postajali močnejši. Centralni nadzor nad državo je kopnel, zato so velike družine in verske organizacije zgodaj v 10. stoletju kopičile zemljišča šoen in bogastvo. V zgodnjem obdobju Heian so dobila posestva šoen pravni status, zato so začele večje verske ustanove zahtevati večne nazive, olajšave pri davkih in imuniteto pred državno inšpekcijo zemljišč. Za obdelovalce zemlje je postalo koristno, če so lastništvo prenesli na posestva šoen v zameno za del žetve. Ljudje in zemlja so bili vse manj pod nadzorom centra in davkarije, kar je de facto vrnitev v stanje pred reformami Taika.
V nekaj desetletjih po smrti cesarja Dajgota so imeli Fudživare popoln nadzor nad dvorom. Do leta 1000 je lahko Fudživara no Mičinaga posedel ali razrešil s prestola kateregakoli cesarja. Tradicionalnim ustanovam ni ostalo skoraj nič avtoritete, vse zadeve so urejali zasebni uradniki klana. Zgodovinar George B. Sansom jih je poimenoval »dedni diktatorji«.
Kljub polastitvi cesarske avtoritete so Fudživare vladale v časi kulturnega in umetniškega razcveta na cesarskem dvoru in med aristokrati. Zanimali so se za lahkotno poezijo in literaturo v jeziku navadnih ljudi. S poenostavitvijo kitajskih pismenk so razvili dve fonetični japonski pisavi, hiragano in katakano. S hiragano se je razcvetela vernakularna (ljudska) literatura, ki so jo pisale dvorne ženske, ki niso imele izobrazbe v kitajščini kot moški. Tri ženske iz konca 10. in začetka 11. stoletja so predstavile poglede na življenje in romance na dvoru Heian; mati Fudživara Mičicuna v Kagero Nikkiju, Sej Šonagon v Povestih izpod blazine in Murasaki Šikibu v Princu in dvornih gospa. Po stoletju posnemanja kitajskih oblik se pojavi domorodna umetnost in živahno pobarvan slog jamato-e, ki slika dvorno življenje in zgodbe o templjih, svetiščih. Jamato-e je postal pogost v srednjem in poznem obdobju Heian, s čimer se vzpostavi vzorec, ki v japonski umetnosti vztraja do danes.
Tudi decentralizacija je bila v razmahu, saj so nastajale patriarhalne »hišne vlade« kot v klanskem sistemu prejšnjih dob. V luči družbenih, ekonomskih in političnih sprememb so inštitucije iz časa kodeksa Tajho zapadle do kvečjemu ceremonialne vloge, pojavila pa se je potreba po novih. Družinske uprave so postajale javne inštitucije, zadeve družine Fudživara pa so postale državne zadeve (npr. ustoličevanje). Temu vzorcu prepletenosti družine in države so sledili tudi drugi klani in samostani. Aristokracija se je ukvarjala pretežno z upravljanjem zemlje, pa ne zaradi šibke centraliziranosti avtoriteti, ampak zaradi močne solidarnosti znotraj družin in pomanjkanja občutka, da je Japonska enotna nacija.

### Vzpon vojaškega razreda
Na zgodnjih dvorih so zaradi vojaške obveznosti vojaške zadeve urejali centralno, pri čemer provincialni aristokrati niso imeli besede. Ko je ta sistem po leti 792 propadel, so postali lokalni velikaši spet primarni vir vojaške moči. Cesarski dvor ni imel lastne vojske, zato se je zanašal na organizacije profesionalnih bojevnikov, ki so jih po večini sestavljali orjošiji, ki so jih zadolžili za določeno provinco, in cujbušiji, ki so jih zadolžili preko vojaških krogov ali za določene naloge. Vzpostavil se je vojaški razred, ki pa je bil še vedno pod avtoriteto cesarskega dvora.
Lastniki šoenov so imeli dostop do delovne sile, ko pa so pridobivali še boljšo vojaško tehnologijo (nove metode treniranja, močnejši loki, oklep, konji in meči) in ko so se lokalne razmere v 9. stoletju slabšale, je postajalo vojaško služenje del vsakdana na posestvu. Ne samo šoeni, tudi civilne in verske inštitucije so ustanavljale zasebne garde za zaščito. Provincialni višji razred se je preobrazil v vojaško elito, ki je sledila idealom bušido (bojevnik) ali samurajev (»ta, ki služi«).
Zanimanja bušijev v 10. stoletju je bilo v zasekavanju v stare inštitucija, da bi se lahko ustvarile nove. Skupni interesi, družinske povezave in sorodstvo so postale pomembne v vojaških skupinah, ki so postale del družinskih uprav. Čez čas so se okoli dvorne aristokracije oblikovale velike regionalne vojaške družine. Preko povezav na dvoru, vojaških nazivov in dostopa do delovne sile so pridobivali prestiž. Najvidnejše družine z vojaškim ozadjem so postale družine Fudživara, Tajra in Minamoto.
Od sredine 10. in skozi 11. stoletje je upadala proizvodnja hrane, prebivalstvo je raslo, tekmovanje za dobrine je privedlo do upada moči Fudživar, vojaški pretresi pa postali pogostejši. Družine Fudživara, Tajra in Minamoto, vse potomke cesarske družine, so se medsebojno napadale, prevzemale nadzor nad novo osvojeno zemljo, vzpostavljale rivalske režime in zelo splošno kalile mir.
Družina Fudživara je nadzorovala prestol do vladavine cesarja Go-Sandžoja (1068–1073), ki je bil prvi cesar od devetega stoletja, ki ga ni rodila mater iz družine Fudživara. Go-Sandžo je bil odločen povrniti cesarjevo osebno oblast in sprejeti reforme za oslabitev Fudživar. Ustanovil je pisarno za validacijo posestev z namenom povrnitve centralne oblasti. Mnogi šoeni niso pridobili potrebnih certifikatov, zato so se lastniki zbali za svoje imetje. Ustanovil je tudi In-no-čo (院庁, pisarna samostanskega cesarja), ki je služila abdiciranim cesarjem, da so lahko iz ozadja vodili državo. Tej vrsti vladavine pravimo insej.
In-no-čo je zapolnil praznino, ki jo je pustil padec Fudživar. Le-te so povečini obdržali stare položaje, a je bilo odločanje speljano mimo njih. Čez čas so jih nadomestili aristokrati iz vzpenjajočega se klana Minamoto. Družina Fudživara je počasi razpadla na severno in južno vejo, predvsem zaradi notranjih nesoglasij, insej pa je cesarski družini omogočil, da naberejo vpliv nad prestolom. Med leti 1086 in 1156 je prevladovala inštitucija In-no-čo in bojevniški razred. V vladi je dominirala vojaška, ne pa civilna avtoriteta.
Boj za nasledstvo v sredini 12. stoletja je dali Fudživaram priložnost, da si povrnejo nekdanjo moč. Fudživara no Jorinaga se je združil z upokojenim cesarjem v nasilni bitki leta 1156 (upor Hogen) proti nasledniku za prestol, ki sta ga podpirala klana Tajra in Minamoto. Klan Fudžavara je bil uničen, izpodrinili so star sistem vladanja, sistem insej pa je ostal brez moči, saj so bušiji prevzeli nadzor nad dvornimi zadevami. Leta 1159 sta se klana Tajra in Minamoto spopadla v uporu Hejdži, s čimer se je začel dvajsetletni vzpon družine Tajra.
Tajra no Kijomori je po uničenju Minamotov vihtel vso moč in ostal poveljnik naslednjih 20 let. Hčerko Tokuko je poročil s cesarjem Takarukajem, ki je umrl pri 19 letih, za seboj pa pustil mladoletnega sina Antokuja, Kijomori je posedel več kot 50 sorodnikov na vladne položaje, ponovno zgradil območje ob Notranjem morju Seto in spodbujal trgovino s kitajsko dinastijo Sung. Pri varovanju svoje moči je bil agresiven, ko je bilo to potrebno. Odstranil je kar 45 dvornih uradnikov in podrl dva težavna templja, Todaj-dži in Kofuku-dži.
Tajre je zapeljalo dvorno življenje. Ignorirali so težave v provincah, kjer je klan Minamoto zbiral moč. Leta 1183, dve leti po Kijomorijevi smrti, je Joritmo Minamoto poslal brata nad Kjoto. Tajre so morale bežati, cesarica regentka se je skušala utopiti skupaj s sedemletnim cesarjem. Sin je umrl, sama pa je preživela. Na prestol je sedel Takakurov drugi sin, cesar Go-Toba.
Z vzpostavitvijo Joritomove vlade so uvedli sistem bafuku, ki se je obdržal sedem stoletij. V province je imenoval vojaške guvernerje (Daimjo) in oskrbnike ([[Džito). Potem se je osredotočil na odstranitev Fudživar. Tri leta kasneje je bil imenovan za šoguna v Kjotu. Leta 1198 je izgnal najstniškega cesarja Go-Toba. Nasledila sta ga dva sinova, a jih je po Joritomovi smrti leta 1199 odstranil njegov naslednik.

## Kultura Heian

### Razvoj v budizmu
V obdobju Heian se je po Japonskem začel širiti budizem, primarno preko dveh izoterskih sekt, Tendaj in Šigon. Tendaj izvira s Kitajske, temelji na Lotosovi sutri, pomembnejši sutri v mahajama budizmu, širi pa ga Sajčo. Šigon je japonski prevzem kitajske šole Čen jen, s Kitajske ga je prinesel duhovnik Kukaj, poudarja pa ezoterični budizem. Oba sta želela s podporo aristokracije povezati državo in vero, kar je privedlo do ideje »aristokratskega budizma«. Pomembna doktrina Tendaja je možnost razsvetlenja za »vsa bitja«. Sajčo je zahteval tudi neodvisno imenovanje menihov. Cesarska prestolnica ob vznožju gore Hiej in svetišče Tendaj na gori Hiej sta spletla tesno razmerje, zato je Tendaj poudarjal spoštovanje cesarja in ljudstva. Sam cesar Kanmu je postal pokrovitelj sekte, ki je prišla do moči v naslednjih stoletjih. Kukaj se je priljubil sledečim cesarjem in generacijam Japoncem, ne samo s svojo svetostjo, ampak tudi poezijo, kaligrafijo, slikanjem in kiparjenjem. Šinagon je bil z uporabo »bogatih simbolov, obredov in mandal« privlačen za množice.

### Lepota
V obdobju Heian je bila lepota pomembna lastnost »dobrega človeka«. Moški in ženske so nosili puder in črnili zobe (ohaguro). Moški ideal so bili medli brki in tanka kozja brada, ženski ideal pa majhna, redeče pobarvana usta, izpuljene in nato narisane obrvi visoko na čelu (hikimaju).
Ženske so negovale svetleče, črne, valujoče lase, oblačile pa so se v kompleksno formalno obleko džunihitoe (dvanajstslojni plašč, število slojev je variiralo). Kostume je narekoval urad in letni čas. Sistem barv je uprizarjal cvetlice, rastline in živali, ter jih povezoval z letnim časom ali mesecem (irome, kasane-no-irome).

## Gospodarstvo
Obdobje Heian je bilo po eni strani nenavadno dolgo obdobje miru, a je Japonsko tudi ekonomsko oslabilo in vodilo večino ljudi v revščino. Kdor je nadzoroval riževa polja, je tudi vihtel moč nad deželo in ljudmi. Bila so vir zaslužka za družine, kot so Fudživare. Aristokratov (良民 - dobri ljudje) je bilo v državi s 5 milijoni prebivalcev samo okoli 5000. Pomemben razlog za vzpon samurajev je bila upravljalna nesposobnost teh dvorjanov v provincah. Do leta 1000 več niso znali izdajati valute, kar je vodilo v izginotje denarja. Riž je postal najpomembnejše sredstvo za izmenjavo. Odsotnost stabilnega medija za ekonomsko izmenjavo se odraža v romanih iz tistega časa. Slom so na primer plačevali s starimi svilenimi kimoni in drugimi uporabnimi predmeti.
Fuživare niso uspele vzdrževati policijskih sil, zato so roparji pogosto prežali na popotnike. V romanih so glavne osebe pogosto preplašene ob misli na nočno potovanje. Sistem šoen je omogočal kopičenje bogastva pri aristokratskih elitah, ekonomski presežek pa lahko povežemo s kulturnim razvojem in ukvarjanjem z umetnostjo. Tudi večji budistični templji v mestih Heian-kjo in Nara so imeli šoene. Ustanavljanje ruralnih vej in integracije mnogih šintoističnih svetišč pod templje odseva "dinamično organiziranost".

## Dogodki
- 784: Cesar Kanmu premakne prestolnico v Nagaoka-kjo (Kjoto)
- 794: Cesar Kanmu premakne prestolnico v Heian-kjo (Kjoto)
- 804: Budistični menih Sajčo (Dengjo Dajši) ustanovi šolo Tendaj
- 806: Menih Kukaj (Kobo-Dajši) ustanovi šolo Šigon
- 819: Kukaj zgradi samostan na gori Koja, na severovzhodu današnje prefekture Vakajama
- 858: Cesar Sejva začne vladavino klana Fudživara[22]
- 895: Sugavara no Mičizane ustavi diplomatske misije na Kitajsko
- 990: Sej Šonagon napiše eseje Zgodbe izpod blazine
- 1000-1008: Šikibu Murasaki piše roman Princ in dvorne gospe
- 1050: Vzpon vojaškega razreda samurajev
- 1052: Fudživara no Jorimiči da blizu Kjota zgraditi tempelj Bjodo-in[23]
- 1068: Cesar Go-Sandžo strmoglavi klan Fudživara
- 1087: Cesar Širakava abdicira prestol in postane budistični menih, s čimer začne prakso samostanske vladavine insej
- 1156: Tajra no Kijomori porazi klan Minamoto in prevzame oblast, s čimer se konča obdobje insej[24]
- 1180 (junij): Prestolnica se prestavi v Fukuhara-kjo (današnji Kobe)
- 1180 (november): Prestolnica se prestavi nazaj v Heian-kjo
- 1185: Klan Tajra je poražen v genpejski vojni; Minamoto no Joritomo prevzame obast s pomočjo klana Hodžo, s čimer postane prvi japonski šogun, cesar ("mikado") pa je zgolj marioneta

## Sodobne upodobitve obdobja
Ikonografija obdobja Heian je znana po vsej Japonski in se pogosto pojavlja v medijih, od tradicionalnih festivalov do animejev. V mangi in seriji Hikaru no Go obišče protagonista duh genija igre go, pripadnika vodilnega klana obdobja Heian, Fudživara no Saj.
Na mnogih festivalih se nosi hejanska oblačila. Najbolj znan je festival lutk Hinamacuri, pa tudi Aoi macuri v Kjotu, Sajo macuri v Meivi in Mietu, kjer se uporablja dvanajstslojno obleko. Tradicionalni festivali konjskih lokostrelcev jabusame iz sledečega obdobja Kamakura tudi vključujejo podobna oblačila.
Dvodelna zgodovinska saga Bela kot kost, rdeča kot kri: Čarovnica lisica(2009) in White as Bone, Red as Blood: The Storm God (2011) prikazuje ključno obdobje med letoma 1160 in 1185 skozi oči Sejko Fudživara.
Računalniška igra Total Warː Shogun 2 omogoča v dodatku Rise of the Samurai odigrati lastno različico genpejske vojne. Igralec lahko izbira med eno od dveh vej klanov Minamoto, Tajra in Fudživara. Cosmology of Kyoto se odvija v 10.-11. stoletju v obdobju Heian in vključuje verska prepričanja, folkloro in zgodbe o duhovih iz tistega časa.